# Kurt Adolff
Kurt Adolff (n. 5 noiembrie 1921, Stuttgart, Republica de la Weimar – d. 24 ianuarie 2012, Kreuth, Bavaria, Germania) a fost un pilot de Formula 1. De-a lungul carierei a luat startul în 1 cursă, niciuna din pole-position. Nu a câștigat nicio cursă și nu a terminat niciodată pe podium, acumulând 0 puncte în întreaga activitate ca pilot de Formula 1.